# William Slade (Tauzieher)
William „Willie“ Slade (* 11. Mai 1873 in Weedon; † 30. September 1941 in Southend-on-Sea) war ein britischer Tauzieher.

## Erfolge
William Slade war Polizist bei der Metropolitan Police und nahm an den Olympischen Spielen 1908 in London teil. Bei diesen trat er gemeinsam mit Joseph Dowler, Walter Chaffe, Ernest Ebbage, Alexander Munro, Thomas Homewood, Walter Tammas und James Woodget für die Metropolitan Police an. Die Mannschaft erreichte dank eines Freiloses das Halbfinale, in dem sie der City of London Police mit 0:2 unterlag. Da die schwedische Mannschaft nicht zum Duell um den dritten Platz antrat, sicherte sich die Metropolitan Police kampflos den Gewinn der Bronzemedaille. 1922 beendete Slade seine Polizeikarriere.